# بوبيانو
بوبيانو هي بلدة تقع في لومبارديا في مقاطعة ميلانو في إيطاليا وبلغ عدد سكانها 1684 نسمة حسب إحصائيات عام 2004م.

## السكان
في سنة 1861 بلغ عدد السكان 568 نسمة، وتطور العدد ليصل في سنة 2011 لـ 2٬215 نسمة.
يظهر هذا المخطط البياني تطور النمو السكاني لـ بوبيانو

## أعلام
- أوجينيا بونيتي